# Faro de San Jerónimo
De quinto orden, este faro se encuentra en el pinar de su nombre, a unos 800 metros de Bonanza, en el término de Sanlúcar de Barrameda (Cádiz) España. Servía de enfilación para navegar en la desembocadura del Guadalquivir. 

## Historia
Fue proyectado en 1894 por José Rosende, inaugurándose en 1897. Es una torre cilíndrica, de cantería, de diámetro constante. la altura es de 24 m sobre el terreno y 46 m sobre el nivel del mar. Dejó de funcionar en agosto de 1982.